# Edith May
Edith May est une barge à voile britannique construite en 1906 à Harwich dans l'Essex de type Thames sailing barge (en). Elle a été utilisée pour le transport de cargaisons diverses (principalement céréales) jusqu'en 1952. Puis, équipée d'un moteur diesel, a été utilisée dans différentes courses de Thames Sailing Barge, en devenant un navire musée. Restaurée en 2010, elle navigue depuis comme voilier-charter sur la rivière Medway dans le Comté de Kent.

Ce bâtiment est inscrit au registre du National Historic Ships .

## Histoire
La barge Edith May a été construite au chantier J. & H. Cann à Harwich. Elle a changé de propriétaire pour être utilisée comme chaland juste après la Première Guerre mondiale, au transport de différentes marchandises.
En 1952, un moteur auxiliaire diesel Ford (120 cv) a été installé. En 1953, Edith May a remporté une course à la voile de barges de la Tamise. En septembre 1957, elle a été transformée en une barge à moteur à Colchester.] 

Rachetée en 1963, à la fin de sa carrière commerciale, la barge a été ré-gréée avec le matériel de la barge de course, Veronica. Considérée depuis comme la meilleure, Edith May a dominé les courses  de barges à voile durant les années 1960, 1970 et au début des années 1980 et à ce jour sa réputation est encore connue parmi les mariniers.
À partir de 1961, elle a opéré comme barge motorisée jusqu'à sa vente durant les années 1980 pour devenir un navire musée à Liverpool avant de retourner à Maldon en 1987 pour renaviguer en voilier-charter. Elle est restée, sans trop d'entretien, aux docks de St Katharineà Londres. Puis le 7 octobre 1999, elle a été achetée par Geoff Gransden. Elle a bénéficié d'une restauration et a été relancée le 10 juillet 2010. Elle navigue depuis sur la rivière Medway.